# ناتهمپستد
ناتهمپستد (به انگلیسی: Nuthampstead) یک روستا و محله مدنی در بریتانیا است که در North Hertfordshire واقع شده‌است. ناتهمپستد ۱۳۹ نفر جمعیت دارد.